# Pastinaca alpina
Pastinaca alpina är en flockblommig växtart som beskrevs av Calest. Pastinaca alpina ingår i släktet palsternackor, och familjen flockblommiga växter. Inga underarter finns listade i Catalogue of Life.